# Elezioni parlamentari in Albania del 1982
Le elezioni parlamentari nella Repubblica Popolare Socialista d'Albania del 1982 si tennero il 4 novembre. Il Fronte Democratico ottenne tutti i 250 seggi col 100% dei voti. L'affluenza alle urne fu del 100%.

## Risultati
| Liste              | Voti      | %   | Seggi |
| ------------------ | --------- | --- | ----- |
| Fronte Democratico | 1.627.959 | 100 | 250   |
| Nulle              | 9         | 0   | -     |
| Totale             | 1.627.968 |     | 250   |
| Fonte: IPU         |           |     |       |